# Smiersz (miniserial)
Smiersz (ros. Смерш) − rosyjski telewizyjny serial wojenno-przygodowy w reżyserii Zinowija Rojzmana z 2007 roku, złożony z 4 odcinków. Filmowany w Grodnie i okolicach.

## Fabuła
Rok 1945. Po kapitulacji Niemiec grupa oficerów radzieckiego wywiadu wojskowego Smiersz wyjeżdża na urlop do Moskwy. Po drodze zatrzymują się w białoruskim Grodnie, gdzie spotykają starego znajomego, który prosi ich o pomoc w walce z miejscowym gangiem i jego przywódcą terroryzującym miasto, Józefem Biernackim. Chociaż ani razu w serialu nie pada ta nazwa, w domyśle wiadomo, że chodzi o oddział Armii Krajowej. Poza polskimi, w serialu często padają też imiona i nazwiska litewskie. W rezultacie przeprowadzonej obławy radzieckich sił bezpieczeństwa „banda” zostaje zlikwidowana, żona jej przywódcy, Karolina, ginie z rąk porucznika Bykowa, a sam Biernacki popełnia samobójstwo.

## Obsada

### Role główne
- Anton Siomkin − Andriej Bykow, porucznik Smiersza
- Andriej Jegorow − Grigorij Łubieniec, kapitan Smiersza
- Anton Makarski − Pasza Wiechlicz, porucznik Smiersza
- Swietłana Ustinowa − Pawlinka
- Andriej Sokołow − Józef Bernacki, przywódca gangu
- Jekatierina Riednikowa − Karolina, żona Józefa

### Role drugoplanowe
- Siergiej Łobanow − Iwan Iszczenko
- Tatiana Czerkasowa − Albina Zdornowa
- Tomas Żajbus − Arvydas, brat Albiny
- Borys Chimiczew − Wiktor Rybakow, komendant
- Jewgienij Nikitin − Michaił Kapitonow
- Oleg Korczikow − Bolesław Tyszkowiec
- Nina Piskariowa − żona Bolesława
- Darius Gaumaskas − Franek, brat Józefa
- Władimir Jagłycz − Michaś, członek gangu
- Żanna Prochorienko − matka Michasza
- Aleksiej Szewczenkow − „Łopata”
- Andriej Oliferenko − „Kieł”
- Andriej Duszeczkin − farmaceuta
- Andriej Karako − „Kędzierzawy”, członek gangu
- Nelly Pszionnaja − Agnes, ciotka Józefa
- Tatiana Nowik − Olesia
- Giennadij Muszpert (głos Aleksandra Szelkopilasowa) − dyrektor koła dramatycznego

## Odbiór
W Polsce serial został powszechne określony jako antypolski. Białoruski historyk Alieś Smolienczuk wypowiedział się przeciw gloryfikacji Smiersza w tym serialu, produkcja została też poddana ostrej krytyce przez białoruską opozycję.